# Silonia silondia
Silonia silondia är en fiskart som först beskrevs av Hamilton 1822.  Silonia silondia ingår i släktet Silonia och familjen Schilbeidae. IUCN kategoriserar arten globalt som livskraftig. Inga underarter finns listade i Catalogue of Life.